# Bluejeans & Moonbeams
Bluejeans & Moonbeams je deváté studiové album amerického zpěváka Captaina Beefhearta, vydané v roce 1974 společnostmi Mercury Records a Virgin Records. Nahráno bylo ve studiu Stronghold Sound Recorders v Hollywoodu a produkoval jej Andy DiMartino. Tři skladby z tohoto alba byly později použity na EP Party of Special Things to Do skupiny The White Stripes.

## Seznam skladeb
| Strana 1 | Strana 1                      | Strana 1                                | Strana 1 |
| Pořadí   | Název                         | Autor                                   | Délka    |
| -------- | ----------------------------- | --------------------------------------- | -------- |
| 1.       | Party of Special Things to Do | Don Van Vliet, Elliot Ingber            | 2:48     |
| 2.       | Same Old Blues                | JJ Cale                                 | 4:00     |
| 3.       | Observatory Crest             | Van Vliet, E. Ingber                    | 3:32     |
| 4.       | Pompadour Swamp               | Van Vliet                               | 3:32     |
| 5.       | Captain's Holiday             | Feldman, Richmond, Hickerson, Blackwell | 5:43     |

| Strana 2       | Strana 2                 | Strana 2                            | Strana 2 |
| Pořadí         | Název                    | Autor                               | Délka    |
| -------------- | ------------------------ | ----------------------------------- | -------- |
| 1.             | Rock 'n Roll's Evil Doll | Van Vliet, Mark Gibbons, Ira Ingber | 3:20     |
| 2.             | Further Than We've Gone  | Van Vliet                           | 5:31     |
| 3.             | Twist ah Luck            | Van Vliet, Gibbons, I. Ingber       | 3:22     |
| 4.             | Bluejeans & Moonbeams    | Van Vliet                           | 5:02     |
| Celková délka: | Celková délka:           | Celková délka:                      | 36:50    |

## Sestava
- Captain Beefheart – zpěv, harmonika
- Dean Smith – kytara, slide kytara
- Ira Ingber – baskytara
- Bob West – baskytara
- Micheal Smotherman – klávesy, doprovodný zpěv
- Mark Gibbons – klávesy
- Gene Pello – bicí
- Jimmy Caravan – klávesy
- Ty Grimes – perkuse